# جون نوت (لاعب كرة قاعدة)
جون نوت (بالإنجليزية: Jon Knott)‏ هو لاعب كرة قاعدة أمريكي، ولد في 4 أغسطس 1978 في ماناساس في الولايات المتحدة.

## وصلات خارجية
- جون نوت على موقع دوري كرة القاعدة الرئيسي (الإنجليزية)
- جون نوت على موقعبيزبول رفرنس.كوم (الدوري الرئيسي) (الإنجليزية)
- جون نوت على موقعبيزبول رفرنس.كوم (الدوري الثانوي) (الإنجليزية)
- جون نوت على موقع إي إس بي إن.كوم (أم.أل.بي) (الإنجليزية)
- جون نوت على موقع مشجعي الرسوم البيانية (الإنجليزية)